# Victoire Jean-Baptiste
Victoire Jean-Baptiste (1861-1923), được gọi là "La Belle Victoire", là một chính trị gia de facto người Haiti, là người tình của Tổng thống Florvil Hyppolite và có ảnh hưởng lớn trong nhiệm kỳ công tác. Trước đây, bà là tình nhân của người kế vị Hyppolite,Tirésias Simon Sam, và được ông miễn trừ sau cái chết của Florvil Hyppolite.

## Đời sống
Victoire Jean-Baptiste là một người nghèo mù chữ đến từ vùng nông thôn ngoại ô Cap-Haïtien. Năm 1886, bà tạm thời là tình nhân của Tirésias Simon Sam. Sau này, bà là người hầu của Geline Hyppolite, vợ của Florvil Hyppolite, và là người yêu của con trai họ, Chéry Hyppolite. Khi Florvil Hyppolite trở thành tổng thống năm 1889, Victoire Jean-Baptiste đã được chuyển đến dinh tổng thống ở Port-au-Prince, và sau cái chết của Chery vào năm 1893, bà hoạt động công khai với tư cách là đệ nhất phu nhân Haiti trong các nghi lễ chính thức. Bà có một ảnh hưởng lớn trong các vấn đề của nhà nước. Tổng thống tuyên bố rằng tư tưởng chính trị của bà trong các vấn đề chính trị cần được tôn trọng: bà đã đóng một vai trò lớn trong việc bổ nhiệm các văn phòng và thường xuyên được trao một khoản tiền lớn từ nhà nước cho các dự án tư nhân của mình, như một đồn điền đường. Năm 1894, sự hậu thuẫn của bà đã khiến Tirésias Simon Sam thành bộ trưởng chiến tranh. Khi cái chết của Florvil Hyppolite vào năm 1896, bà đã tìm nơi ẩn náu tại đại sứ quán Pháp. Tuy nhiên, người kế vị của Hippolyte là Tirésias Simon Sam, người đã hứa với Hyppolite sẽ đối xử tốt với bà vì sự phục vụ của bà đối với nhà nước. Bà định cư ở Cap-Haïtien với Edward Jerome từ Martinique và sống nhờ vào tài sản của mình. Bà để lại dấu ấn xấu trong lịch sử Haiti.
Bà đã cùng với Tổng thống Hyppolite luyện tập Vodou Haiti và tìm hiểu nguồn gốc chung của chúng ở miền Bắc Haiti. Trong nhiệm kỳ tổng thống của Hyppolite, bà đã trở thành chủ sở hữu của hai bất động sản ở miền Bắc: Bayeux và Pétro và một vài ngôi nhà ở Cap-Haïtien.